# Denar
Denar ili Denarius (denarij) ili desetak je od Augusta do Trajana Decija (27. pr. Kr. do 248.) novčana jedinica za srebrni novac. 
Masa denara iznosila je za Augusta 3,89 g, te je do 248. postupno opadala do na 3,03 g. Od 248. do 294. denar je kovan vrlo rijetko i to od čistog bakra s tankom srebrnom prevlakom. Masa mu je iznosila 2,59 g. Denar je stoljećima bio najvažniji novac antike.